# José Galante de Sousa
José Galante de Sousa (Rio de Janeiro, 13 de julho de 1913 – Rio de Janeiro, 10 de fevereiro de 1986) foi um escritor, professor e pesquisador brasileiro. 

## Vida e carreira
Antigo seminarista, lecionou Português e Latim em colégios da cidade do Rio de Janeiro, entre eles, o Colégio Pedro II. Permanentemente debruçado sobre livros, revistas e jornais, publicou artigos em revistas especializadas e trabalhou no Instituto Nacional do Livro e na Fundação Casa de Rui Barbosa, além de ter atuado como orientador de importantes pesquisadores. 
Especialista na obra e na vida de Machado de Assis, Galante de Sousa foi responsável pela revisão da edição da obra completa do autor publicada pela editora Aguilar (1959), em 3 volumes. Como pesquisador, trazendo à luz fatos inéditos como fruto de investigação meticulosa, escreveu também, entre outros livros, Bibliografia de Machado de Assis (1955), Fontes para estudo de Machado de Assis (1958), Machado de Assis e outros estudos (1979) e os dois volumes do premiado O teatro no Brasil (1960). Seu fichário de pesquisa, com mais de dez mil fichas, foi doado, ainda em vida, à Fundação Casa de Rui Barbosa. 
Dedicado à pesquisa literária, especializou-se em biblioteconomia. Era um "faiscador" de tesouros esquecidos e de riquezas ignoradas da letras brasileiras. Durante muitos anos trabalhou no Instituto Nacional do Livro, que publicou algumas de suas obras, dentre as quais se destaca a Bibliografia de Machado de Assis, compacto volume de quase oitocentas páginas, aparecido em 1955 e saudado com entusiasmo por todos os estudiosos da vida e da obra de Machado de Assis. 
Instituída pela Portaria n. 483, de 1919-59, do Ministério da Educação e Cultura, a Comissão Machado de Assis ficou encarregada de elaborar o texto definitivo das obras do grande escritor brasileiro. Desde o início, José Galante de Sousa passou a integrar a comissão como membro efetivo e ali prestou grandes serviços. Fora do campo machadiano, em 1959, Galante de Sousa escreveu para a Revista do Livro, do Ministério da Educação e Cultura. Ao adoecer, trabalhava com Afrânio Coutinho na elaboração da Enciclopédia da Literatura Brasileira (1990).  

## Obras
- Caderno Modelo da Conjugação Portuguesa - (1941)
- Manual Prático de Análise Lógica - (1950)
- Bibliografia de Machado de Assis - (1955)
- Fontes para o estudo de Machado de Assis - (1958)
- O Teatro no Brasil, em 2 volumes - (1960)
- Índice de Bibliografia Brasileira - (1963)
- Machado de Assis e outros estudos - (1979)
- Enciclopédia da Literatura Brasileira - (1990)